# イヌナキン
イヌナキンは、2013年（平成25年）に大阪府の泉佐野市が発表した市のイメージキャラクター。全国のゆるキャラとは一線を画した、力強いイメージが特徴。

## 概要
2012年（平成24年）11月、泉佐野市は温泉などの観光地がある犬鳴山や市の特産物をモチーフにしたキャラクターデザインの一般公募を行った。集まった444作品の中から3つの作品を大阪府出身で漫画家ユニットのゆでたまごがリライトしたものがイヌナキンであり、2013年（平成25年）2月1日に公式発表されている
。
2013年（平成25年）に泉佐野市応援サポーターに就任した地域活性化アイドルユニットべじっ娘とともに、地元の賑わいイベントだけでなく全国各地で泉佐野市のPRを行なっている。
2014年（平成26年）『LOVE IZUMISANO PROJECT』として各地のイベントにて、泉佐野市の物産を扱うキッチンカーにて出店も行っている。
また2014年（平成26年）頃から敵と戦うショーやプロモーション動画の配信を行っている。
当初は市職員が演じていたが、2013年（平成25年）秋からはシティプロモーション事業（緊急雇用創出事業）で養成した専門のアクターが演じている。またこの着ぐるみは一般への無料レンタルも行われている。（ただし市のPRや市産品の推進、観光促進の目的のみ）
- 2013ご当地キャラ総選挙 : 近畿地区予選敗退
- ゆるキャラグランプリ2013 : 総合201位
- ゆるキャラグランプリ2014 : 総合95位
- ゆるキャラグランプリ2015 : 総合128位
- ゆるキャラグランプリ2016 : 総合104位
- ゆるキャラグランプリ2017 : 総合38位
- ゆるキャラグランプリ2018 : 総合4位
- ゆるキャラグランプリ2019 : 総合2位

## 設定
犬鳴山の義犬伝説主人公の末裔。超自然的な力を得るために犬鳴山で修業中であり、筋骨隆々とした体型に犬の字をデザインした仮面、マントを身に着け、手に錫杖を持つ。また、温泉好きで常に腰に泉州タオルを巻いている。
超自然的な力を得るために、普段は犬鳴山温泉で働きながら修業し泉佐野市を守っている。泉佐野市を悪の帝国にしようとする悪のヘビ軍団と戦っている。
口癖は一生犬鳴（イッショウケンメイ）で、泉佐野市のためなら全国どこへでもPRに行く。
好物は泉佐野市の特産物である、水なす、タマネギ（超人なのでタマネギ中毒にはならない設定）、キャベツ、ガッチョ（メゴチ）の唐揚。
弱点は、温泉があると入りたがること。誕生日は2月1日。
全国で「ゆるキャラ」が人気を集めているなか、デザインしたゆでたまごの嶋田隆司は「ゆるキャラの風潮は好きではない。『キン肉マン』に出てくるような力強いキャラクターで、 みんなを勇気づけたい」と話していた。
後に、ゆるナキンという仲間も誕生した。イヌナキンが分身の術の修行に失敗して発生。

## 略歴

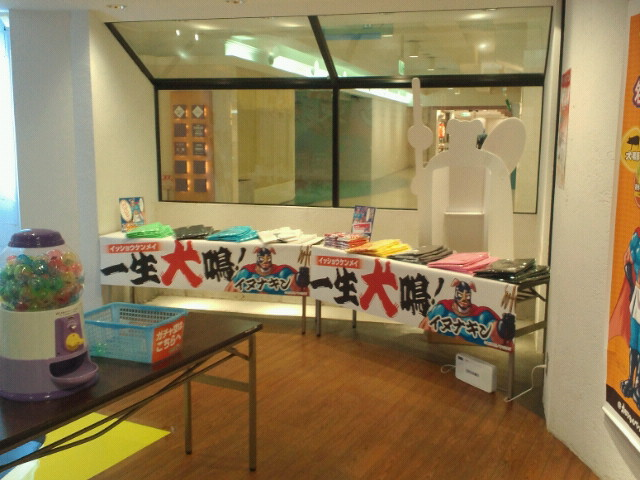
イヌナキンハウス(2013年12月撮影)

- 2012年（平成24年）11月 　 　：デザイン公募
- 2013年（平成25年） 2月 1日　：公式発表
- 2013年（平成25年） 2月16日　：発表会（ショッパーズモール泉佐野）
- 2013年（平成25年）10月26日  ：声を初披露（Japan Pop Culture Festival2013）
- 2013年（平成25年）11月30日　：アンテナショップ「イヌナキンハウス」を開設（～2013年12月29日、りんくうパピリオ）[9]
- 2014年（平成26年） 3月22日 　：テーマソング『イヌナキン　Go Fight!』発表[10]（ショッパーズモール泉佐野） - 2013年12月から一般公募していた。
- 2014年（平成26年） 4月11日　 ：ショートムービー動画「一生犬鳴！GO！GO！イヌナキン」を配信開始。（日・英・中・韓の4ヶ国語）
- 2014年（平成26年） 5月 5日　：「ハッスルマッスル 一生犬鳴プロレス！」開催。（犬鳴山七宝瀧寺） - 道頓堀プロレスとのタイアップ。
- 2014年（平成26年）10月 5日　：道頓堀プロレス1周年記念シリーズ～アニバーサリー2014～最終戦に出場し、16名のバトルロイヤルに勝利[11]。
- 2015年（平成27年） 4月 4日　：南海ウイングバス南部の犬鳴線にて、土休日に車内観光アナウンスを実施（～2015年6月28日）[12]
- 2019年（令和元年） 3月23日　：「泉佐野市70周年 × キン肉マン40周年 友情タッグラピート」運行開始[13]（～2020年4月5日）

## 配信動画
- 第1章「マイクを奪還せよ篇」 - 観光のため一人で日本にやってきた少年マイクが、スネーク率いる悪の「ヘビ軍団」にさらわれてしまう。少年の悲鳴を聞きつけたイヌナキンは・・・
  - 第1話 - 「ヘビ軍団あらわる」（2014年4月11日）
  - 第2話 - 「イヌナキン秘話 義犬伝説」（2014年4月25日）
  - 第3話 - 「スネーク帝国の野望」（2014年5月9日）
  - 第4話 - 「炸裂!泉州玉ねぎ固め」（2014年5月23日）
  - 総集編 (2014年8月1日)
- 第2章「安眠を守れ篇」 - 小学6年生のめざめは、泉佐野征服を企むスネークの陰謀で毎夜悪夢にうなされる。
  - 第5話 - 「眠れぬ少女」（2014年6月6日）
  - 第6話 - 「スネークの逆襲」（2014年6月20日）
  - 第7話 - 「夢の中での決闘」（2014年7月4日）
  - 第8話 - 「約束の枕投げ」（2014年7月18日）
  - 総集編 (2014年8月15日)
- 第3章「燃えよイヌナキン篇」 - スネークを倒し、平和が訪れた泉佐野。しかしさらに深い闇が泉佐野を包もうとしていた。
  - 第9話 - 「つかの間の平和」（2014年8月29日）
  - 第10話 - 「イヌナキンの恋」（2014年9月12日）
  - 第11話 - 「悪の帝王襲来」（2014年9月26日）
  - 第12話 - 「敵か味方か？」（2014年10月10日）
  - 第13話 - 「泉佐野壊滅か？」（2014年10月24日）
  - 第14話 - 「悪の正体」（2014年11月7日）
  - 第15話 - 「最後の大決闘」（2014年11月21日）